# Javan Sports Cars
Javan Sports Cars Limited, zuvor Two-Thirds Limited, ist ein britisches Unternehmen im Bereich Automobile und ehemaliger Automobilhersteller.

## Unternehmensgeschichte
Two-Thirds Limited wurde am 16. September 2002 in Clifton in der Grafschaft Bristol gegründet. Javan Derek Smith und Avril Elizabeth Smith waren ab 20. September 2002 die Direktoren. Frau Smith gab den Direktorenposten am 30. September 2003 auf. Am 1. Februar 2005 erfolgte die Umfirmierung in Javan Sports Cars Limited. In dem Jahr begann die Produktion von Automobilen und Kits. Der Markenname lautete Javan. 2009 endete die Automobilproduktion. Seit 1. Januar 2013 ist Neil Yates zweiter Direktor. Der Firmensitz wechselte während der Jahre mehrfach. Nach Stationen in Penzance, Helston und Newquay befindet sich das Unternehmen seit 28. September 2013 in St Columb Major in Cornwall.
Insgesamt entstanden etwa vier Exemplare.

## Fahrzeuge
Das erste Modell war der R 1. Dies war ein offener Sportwagen, wie ihn zuvor Strathcarron Sports Cars produzierte. Die Motoren kamen von Renault und Honda. Dieses Modell war von 2005 bis 2009 in Produktion und fand etwa vier Käufer.
Das Auktionshaus Bonhams versteigerte am 15. Juni 2013 ein Modell von 2008 für 14.922 Euro.
2012 wurde ein neues Modell angekündigt.